# Science en Chine
La Chine est connue pour être à l'origine d'inventions majeures de l'histoire de l'humanité, entre autres l'imprimerie, la poudre à canon, la brouette, etc. L'histoire des sciences en Chine a été étudiée en Occident à travers l'œuvre monumentale de Joseph Needham.
À la suite des guerres de l'opium et la soumission de l'empire Qing par les puissances occidentales, le développement des sciences et techniques en Chine a été freiné pendant une longue période. Après l'avènement de la république populaire de Chine, la Chine a privilégié le développement des armes stratégiques, ce qui lui a permis de se doter de l'arme atomique.
Après la mort de Mao Zedong et la politique d'ouverture engagée par Deng Xiaoping, la Chine a multiplié les contacts avec l'étranger, et permis de nombreux transferts de technologie qui la mettent en position, actuellement, de rivaliser avec les plus prestigieux laboratoires du monde. D'importants fonds sont attribués aux universités chinoises par le gouvernement, avec l'université Qinghua en tête de liste.

## Découvertes scientifiques
- voir Histoire des sciences et techniques en Chine
- Carte du génome du riz